# Assinaturas em anel

Comportamento gráfico de assinatura em anel.

Assinaturas em anel na criptografia, é um tipo de assinatura digital que pode ser executada por qualquer membro de um grupo de usuários que tenha chaves. Portanto, uma mensagem assinada com uma assinatura de anel é endossada por alguém em um grupo específico de pessoas. Uma das propriedades de segurança de uma assinatura de anel é que deve ser computacionalmente inviável determinar quais das chaves dos membros do grupo foram usadas para produzir a assinatura. Foi inventada por Ronald Rivest, Adi Shamir e Yael Tauman, e introduzidas no Asiacrypt. O nome, assinatura em anel, vem da estrutura em forma de anel do algoritmo de assinatura.
Aqui está uma implementação em Python do artigo original usando o RSA:
```
import
 
os
,
 
hashlib
,
 
random
,
 
Crypto.PublicKey.RSA

class
 
ring
:

    
def
 
__init__
(
self
,
 
k
,
 
L
=
1024
):

        
self
.
k
 
=
 
k

        
self
.
l
 
=
 
L

        
self
.
n
 
=
 
len
(
k
)

        
self
.
q
 
=
 
1
 
<<
 
(
L
 
-
 
1
)

    
def
 
sign
(
self
,
 
m
,
 
z
):

        
self
.
permut
(
m
)

        
s
 
=
 
[
None
]
 
*
 
self
.
n

        
u
 
=
 
random
.
randint
(
0
,
 
self
.
q
)

        
c
 
=
 
v
 
=
 
self
.
E
(
u
)
 
        
for
 
i
 
in
 
(
range
(
z
+
1
,
 
self
.
n
)
 
+
 
range
(
z
)):

            
s
[
i
]
 
=
 
random
.
randint
(
0
,
 
self
.
q
)

            
e
 
=
 
self
.
g
(
s
[
i
],
 
self
.
k
[
i
]
.
e
,
 
self
.
k
[
i
]
.
n
)

            
v
 
=
 
self
.
E
(
v
^
e
)
 
            
if
 
(
i
+
1
)
 
%
 
self
.
n
 
==
 
0
:

                
c
 
=
 
v

        
s
[
z
]
 
=
 
self
.
g
(
v
^
u
,
 
self
.
k
[
z
]
.
d
,
 
self
.
k
[
z
]
.
n
)

        
return
 
[
c
]
 
+
 
s

    
def
 
verify
(
self
,
 
m
,
 
X
):

        
self
.
permut
(
m
)

        
def
 
_f
(
i
):

            
return
 
self
.
g
(
X
[
i
+
1
],
 
self
.
k
[
i
]
.
e
,
 
self
.
k
[
i
]
.
n
)

        
y
 
=
 
map
(
_f
,
 
range
(
len
(
X
)
-
1
))

        
def
 
_g
(
x
,
 
i
):

            
return
 
self
.
E
(
x
^
y
[
i
])

        
r
 
=
 
reduce
(
_g
,
 
range
(
self
.
n
),
 
X
[
0
])

        
return
 
r
 
==
 
X
[
0
]

    
def
 
permut
(
self
,
 
m
):

        
self
.
p
 
=
 
int
(
hashlib
.
sha1
(
'
%s
'
 
%
 
m
)
.
hexdigest
(),
16
)

    
def
 
E
(
self
,
 
x
):
 
        
msg
 
=
 
'
%s%s
'
 
%
 
(
x
,
 
self
.
p
)

        
return
 
int
(
hashlib
.
sha1
(
msg
)
.
hexdigest
(),
 
16
)

    
def
 
g
(
self
,
 
x
,
 
e
,
 
n
):

        
q
,
 
r
 
=
 
divmod
(
x
,
 
n
)

        
if
 
((
q
 
+
 
1
)
 
*
 
n
)
 
<=
 
((
1
 
<<
 
self
.
l
)
 
-
 
1
):

            
rslt
 
=
 
q
 
*
 
n
 
+
 
pow
(
r
,
 
e
,
 
n
)

        
else
:

            
rslt
 
=
 
x

        
return
 
rslt

```

Para assinar e verificar duas mensagens em um anel de quatro usuários::
```
size
 
=
 
4

msg1
,
 
msg2
 
=
 
'hello'
,
 
'world!'

def
 
_rn
(
_
):

  
return
 
Crypto
.
PublicKey
.
RSA
.
generate
(
1024
,
 
os
.
urandom
)

key
 
=
 
map
(
_rn
,
 
range
(
size
))

r
 
=
 
ring
(
key
)

for
 
i
 
in
 
range
(
size
):

    
s1
 
=
 
r
.
sign
(
msg1
,
 
i
)

    
s2
 
=
 
r
.
sign
(
msg2
,
 
i
)

    
assert
 
r
.
verify
(
msg1
,
 
s1
)
 
and
 
r
.
verify
(
msg2
,
 
s2
)
 
and
 
not
 
r
.
verify
(
msg1
,
 
s2
)

```